# ペネロープ・プラマー
ペネロープ・プラマー（Penelope Plummer、1949年10月26日 - ）は、オーストラリアのモデル・女優。ミス・ワールド1968として知られる。

## 経歴
1949年、ニューサウスウェールズ州ミッド・ノース・コースト地域ケンプシー・シャイア地方自治体ケンプシーで生まれる。司書として働いていた18歳のとき、国を代表してミス・ワールド1968に出場。優勝（オーストラリア代表として初）。ミス・ワールド公式サイトには「輝くルックスとおおらかな態度」と記録が残っている。賞金2500ポンドを受け取る。個人的露出や広告契約は年間30000ポンドの価値があると報じた新聞もある。
優勝後、ボブ・ホープのベトナムツアーに同行。アメリカ合衆国の女優アン＝マーグレットとともに、大韓民国京畿道烏山市で開催されたボブ・ホープのクリスマスショーに出演。

## 人物
1970年1月1日、ニューサウスウェールズ州シドニー郊外地域セントラルコースト・カウンシル地方自治体ゴスフォードでMichael Clarkeと結婚。3人の子を儲ける。
1970年、バラの品種が彼女に献名された。